# そうして私たちはプールに金魚を、
そうして私たちはプールに金魚を、（そうしてわたしたちはプールにきんぎょを、英題：And so we put goldfish in the pool.）は、2016年の日本映画。長久允監督。第33回サンダンス映画祭ショートフィルム部門のグランプリ受賞作品。

## 概要
2012年に埼玉県狭山市の学校でプールに400匹の金魚が放流され世間を騒がせた実話を原案にしたショートフィルム。
挿入歌には南沙織の「17才」にNATURE DANGER GANGがテクノアレンジを施した曲を使用している。
2017年4月8日より渋谷・ユーロスペースにて1週間限定レイトショー公開が行われ、その1週間前にはVimeoなどで海外版の先行配信も行われた。

## スタッフ
- 監督・脚本：長久允
- エグゼクティブプロデューサー：田中雄之
- プロデューサー：横山治己
- 制作プロダクション：株式会社ロボット
- 劇中歌「17才」（NATURE DANGER GANG）
- サウンドデザイン：沖田純之介

## キャスト
- あかね：湯川ひな
- たみこ：松山莉奈
- まゆ：菊地玲那
- りょうこ：西本まりん
- 先生：山中崇
- 父：黒田大輔
- 兄：高橋元希（フジロッ久(仮)）
- テキ屋：クリトリック・リス
- 幼なじみの海ちゃん（深瀬海）：ユキちゃん（NATURE DANGER GANG）
- 出会い系でやってきた男：藤原亮（フジロッ久(仮)）
- 2年：増渕来夢
- ガラガラ声の藤井：野口雄大
- 地元のヤンキー：$EKI、春太郎、ぼく脳、プラズマ、シマダボーイ、KENNY-G、CHACCA、モリィ（NATURE DANGER GANG）
- 私たちの未来：並木愛枝、石本径代、三科喜代、野上絹代

## 受賞
- 第33回サンダンス映画祭ショートフィルム部門グランプリ[2][3]
- 第1回スカラシッププロジェクト「MOON CINEMA PROJECT」グランプリ[3]
- Short Waves Festival 2018 観客賞[6]